# Kristal Marshall
Kristal Melisa Marshall, znana jako Kristal Lashley (ur. 11 listopada 1983 w Los Angeles) – amerykańska wrestlerka, menedżerka wrestlingowa oraz modelka. Okazjonalnie również aktorka. Występowała w World Wrestling Entertainment (WWE), w brandzie SmackDown) oraz w federacji Total Nonstop Action Wrestling (TNA).

## Kariera wrestlerska
Zanim dostała się do federacji World Wrestling Entertainment, była uczestniczką konkursów piękności (w 2004 r. wzięła udział w konkursie Miss California). W 2005 r. wzięła udział w programie telewizyjnym produkowanym przez WWE pt. WWE Raw Diva Search, gdzie zakończyła swoje uczestnictwo na 4. miejscu. Następnie trafiła do federacji rozwojowej WWE – Deep South Wrestling. W grudniu 2005 r. dołączyła do brandu SmackDown – została tam zakulisową korespondentką, gdzie przeprowadzała wywiady z gwiazdami brandu podczas show. Występowała również jako aktorka w teledyskach (wystąpiła m.in. w wideoklipie 50 Centa pt. Candy Shop).
W marcu 2006 r. zadebiutowała jako wrestlerka w ringu pokonując Jillian Hall. Później uczestniczyła w wielu storyline’ach w brandzie SmackDown! będąc antagonistką oraz protagonistką kolejnych wydarzeń w tym brandzie. Jesienią 2007 r. z powodu wygaśnięcia jej kontraktu, odeszła z federacji WWE.
W październiku 2008 r. zadebiutowała w federacji Total Nonstop Action Wrestling jako jedna z dziewczyn kibicujących Bobby’emu Lashleyowi w czasie jego starcia z Samoa Joe na gali Bound for Glory. Na tejże gali przyjęła pseudonim ringowy Kristal Lashley, gdzie w kayfabe odgrywała postać żony Bobby’ego Lashleya (w tym samym czasie była już jego dziewczyną w prywatnym życiu) oraz występowała jako jego menadżerka podczas programów TNA. W styczniu 2010 Bobby Lashley odrzucił wyzwanie rzucone przez Abyssa, następnie w lutym 2010 wraz z Bobbym Lashleyem odeszła z TNA. Bobby Lashley skupił się następnie na karierze w formule mieszanych sztuk walk (MMA).

## Inne media
W 2005 r. była jedną z hostess trzymających walizki z wygranymi fantami w amerykańskiej wersji teleturnieju Grasz czy nie grasz (Deal or no Deal) oraz w teleturnieju Dobra cena (The Price is Right). Marshall pojawiła się w jednym z odcinków serialu dokumentalnego pt. Uparty jak Hogan. W lutym 2008 r. wraz z innymi diwami WWE: Marią, Candice Michelle, Torrie Wilson, Laylą i Michelle McCool pojawiła się w jednym z odcinków reality show pt. Project Runway.
W czerwcu 2007 r. wzięła udział w sesji zdjęciowej do wrześniowego wydania magazynu African Americans on Wheels.

## Życie prywatne
W latach 2007–2010 była partnerką Bobby’ego Lashleya. W lipcu 2008 parze urodził się syn Myles. W 2011 r. na świat przyszło ich drugie dziecko – córka Naomi. W kwietniu 2010 r. za pośrednictwem portalu społecznościowego Twitter poinformowała o rozstaniu się z Bobbym Lashleyem.

## Osiągnięcia
Fitness Universe
- Ms. Bikini America (Klasa średnia; 2008[11])

NPC Arnold Amateur Championships
- miejsce (Klasa krótka; 2009[12])

NPC USA Bodybuilding & Figure Championships
- miejsce (Klasa C oraz ogólna; 2009[13])